# Jestończycy

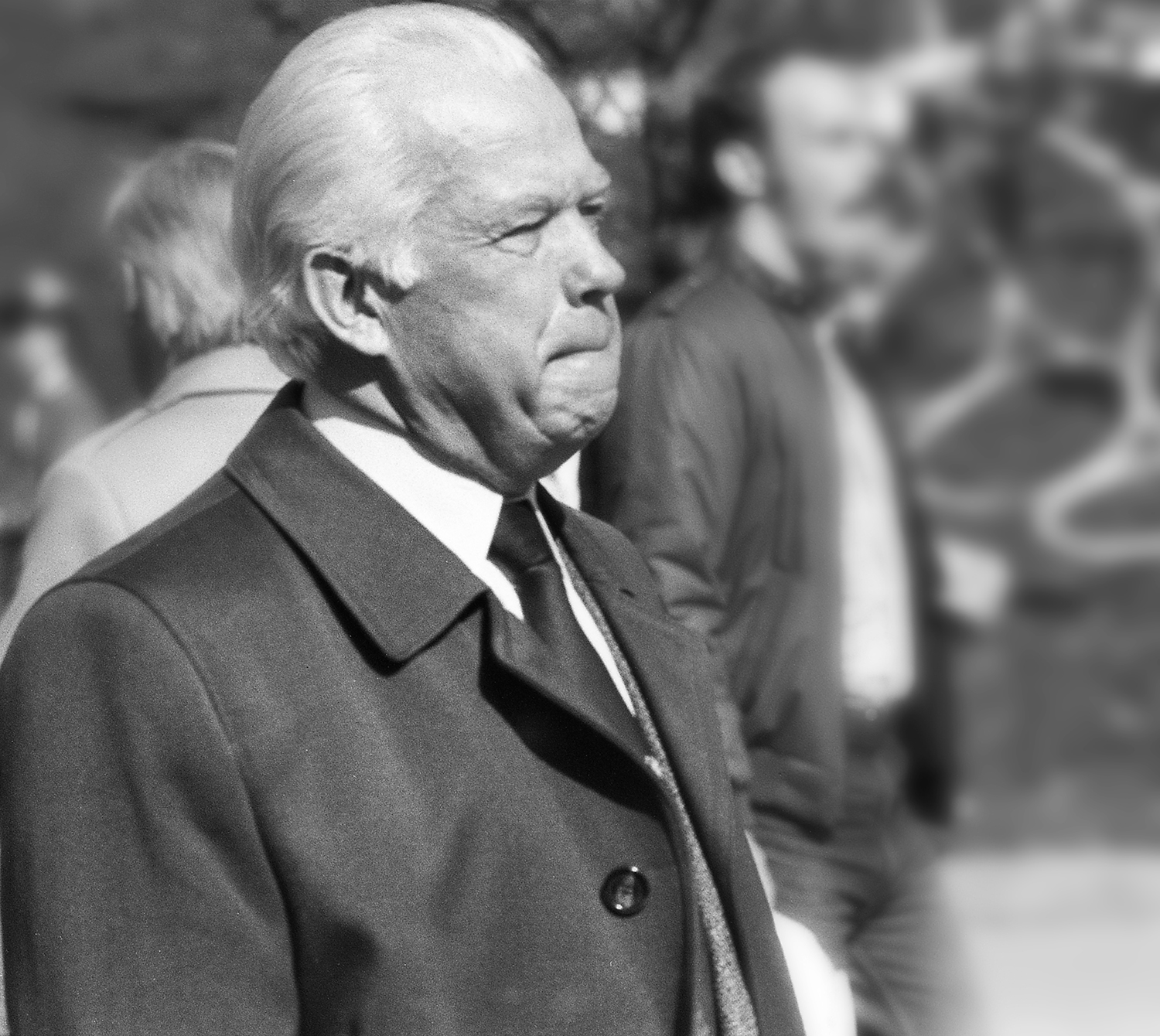
Karl Vaino, znany Jestończyk

Jestończycy (jeestilased) – określenie estońskich komunistów, którzy urodzili się albo wychowali w Rosji lub ZSRR albo przebywali tam od 1918 roku. Byli Estończykami, ale z reguły nie znali języka estońskiego. Zazwyczaj byli wyjątkowo posłuszni władzom komunistycznym. Sprawowali władzę w Estońskiej SRR w okresie stalinizmu oraz w okresie rządów Nikity Chruszczowa, ale podczas rządów Leonida Breżniewa zaczęli tracić swą pozycję na rzecz tzw. czerwcowych komunistów. W 1946 roku stanowili 25% członków Komunistycznej Partii Estonii.